# Barleria eylesii
Barleria eylesii är en akantusväxtart som beskrevs av Spencer Le Marchant Moore. Barleria eylesii ingår i släktet Barleria och familjen akantusväxter. Inga underarter finns listade i Catalogue of Life.